# Campionato nordamericano maschile under 21 di pallavolo 2010
Il Campionato nordamericano maschile under 21 di pallavolo 2010 si è svolto dal 16 al 21 agosto a Gatineau, in Canada: al torneo hanno partecipato undici squadre nazionali Under-21 nordamericane e la vittoria finale è andata per la prima volta agli Stati Uniti.

## Impianti
|                                                                           |  |  |
|                                                                           |  |  |
| Centre Sportif de Gatineau Città: Gatineau Capienza: - Anno d'apertura: - |  |  |

## Regolamento

### Formula
Le squadre hanno disputato una prima fase a gironi con formula del girone all'italiana; al termine della prima fase:
- Le migliori due prime classificate alla fase a gironi hanno acceduto alla fase finale per il primo posto, strutturata in quarti di finale, a cui hanno partecipato solo la peggior prima classificata e le seconde classificate, semifinali, finale per il quinto posto, finale per il terzo posto e finale.
- Le terze classificate e la migliore quarta classificata alla fase a gironi hanno acceduto alla finale per il settimo, strutturata in semifinali, finale per il nono posto, finale per il settimo posto.
- La peggiore quarta classificata alla fase a gironi ha acceduto alla finale per il decimo posto, dove ha incontrato la formazione sconfitta nella finale per il nono posto.

### Criteri di classifica
In caso di vittoria è prevista l'assegnazione di 2 punti, mentre in caso di sconfitta è prevista l'assegnazione di 1 punto.
L'ordine del posizionamento in classifica è stato definito in base a:
- Punti;
- Ratio dei punti realizzati/subiti;
- Ratio dei set vinti/persi;
- Risultati degli scontri diretti.

## Squadre partecipanti
| Squadra           | Qualificazione      | Ultima partecipazione |
| ----------------- | ------------------- | --------------------- |
| Canada            | Paese organizzatore | El Salvador 2008      |
| Cuba              | -                   | El Salvador 2008      |
| Guatemala         | -                   | El Salvador 2008      |
| Honduras          | -                   | ?                     |
| Martinica         | -                   | ?                     |
| Messico           | -                   | El Salvador 2008      |
| Porto Rico        | -                   | El Salvador 2008      |
| Rep. Dominicana   | -                   | El Salvador 2008      |
| Saint Lucia       | -                   | ?                     |
| Stati Uniti       | -                   | El Salvador 2008      |
| Trinidad e Tobago | -                   |                       |

## Torneo

### Fase a gironi
| Girone A        | Girone B    | Girone C          |
| --------------- | ----------- | ----------------- |
| Canada          | Cuba        | Martinica         |
| Rep. Dominicana | Honduras    | Messico           |
| Guatemala       | Porto Rico  | Stati Uniti       |
|                 | Saint Lucia | Trinidad e Tobago |

#### Girone A

##### Risultati
| 16 agosto 2010 Centre Sportif de Gatineau, Gatineau Durata: 1h:30 - Spettatori: 300 | Rep. Dominicana | 3 - 0 | Guatemala       | 25-22, 25-23, 25-23        |
| 17 agosto 2010 Centre Sportif de Gatineau, Gatineau Durata: 1h:56 - Spettatori: 450 | Canada          | 3 - 1 | Guatemala       | 25-23, 25-14, 23-25, 26-24 |
| 18 agosto 2010 Centre Sportif de Gatineau, Gatineau Durata: 1h:15 - Spettatori: 565 | Canada          | 3 - 0 | Rep. Dominicana | 25-20, 25-14, 25-21        |

##### Classifica
| Pos | Squadra         | Pt | G | V | P | SV | SP | Ratio | PF | PS | Ratio |
| --- | --------------- | -- | - | - | - | -- | -- | ----- | -- | -- | ----- |
| 1   | Canada          | 4  | 2 | 2 | 0 |    |    |       |    |    |       |
| 2   | Rep. Dominicana | 3  | 2 | 1 | 1 |    |    |       |    |    |       |
| 3   | Guatemala       | 2  | 2 | 0 | 0 |    |    |       |    |    |       |

#### Girone B

##### Risultati
| 16 agosto 2010 Centre Sportif de Gatineau, Gatineau Durata: 1h:06 - Spettatori: 200 | Porto Rico | 3 - 0 | Saint Lucia | 25-10, 25-13, 25-10        |
| 16 agosto 2010 Centre Sportif de Gatineau, Gatineau Durata: 1h:06 - Spettatori: 125 | Cuba       | 3 - 0 | Honduras    | 25-12, 25-19, 25-15        |
| 17 agosto 2010 Centre Sportif de Gatineau, Gatineau Durata: 1h:07 - Spettatori: 100 | Cuba       | 3 - 0 | Saint Lucia | 25-10, 25-10, 25-14        |
| 17 agosto 2010 Centre Sportif de Gatineau, Gatineau Durata: 1h:05 - Spettatori: 100 | Porto Rico | 3 - 0 | Honduras    | 25-19, 25-13, 25-11        |
| 18 agosto 2010 Centre Sportif de Gatineau, Gatineau Durata: 1h:14 - Spettatori: 100 | Honduras   | 3 - 0 | Saint Lucia | 25-20, 25-14, 25-15        |
| 18 agosto 2010 Centre Sportif de Gatineau, Gatineau Durata: 1h:51 - Spettatori: 250 | Cuba       | 3 - 1 | Porto Rico  | 23-25, 27-25, 25-21, 25-14 |

##### Classifica
| Pos | Squadra     | Pt | G | V | P | SV | SP | Ratio | PF | PS | Ratio |
| --- | ----------- | -- | - | - | - | -- | -- | ----- | -- | -- | ----- |
| 1   | Cuba        | 6  | 3 | 3 | 0 |    |    |       |    |    |       |
| 2   | Porto Rico  | 5  | 3 | 2 | 1 |    |    |       |    |    |       |
| 3   | Honduras    | 4  | 3 | 1 | 2 |    |    |       |    |    |       |
| 4   | Saint Lucia | 3  | 3 | 0 | 3 |    |    |       |    |    |       |

#### Girone C

##### Risultati
| 16 agosto 2010 Centre Sportif de Gatineau, Gatineau Durata: 1h:15 - Spettatori: 250 | Messico           | 3 - 0 | Martinica         | 25-15, 25-15, 25-16 |
| 16 agosto 2010 Centre Sportif de Gatineau, Gatineau Durata: 1h:00 - Spettatori: 175 | Stati Uniti       | 3 - 0 | Trinidad e Tobago | 25-9, 25-7, 25-10   |
| 17 agosto 2010 Centre Sportif de Gatineau, Gatineau Durata: 1h:06 - Spettatori: 100 | Messico           | 3 - 0 | Trinidad e Tobago | 25-15, 25-13, 25-9  |
| 17 agosto 2010 Centre Sportif de Gatineau, Gatineau Durata: 1h:05 - Spettatori: 200 | Stati Uniti       | 3 - 0 | Martinica         | 25-14, 25-11, 25-11 |
| 18 agosto 2010 Centre Sportif de Gatineau, Gatineau Durata: 1h:08 - Spettatori: 100 | Trinidad e Tobago | 0 - 3 | Martinica         | 12-25, 8-25, 20-25  |
| 18 agosto 2010 Centre Sportif de Gatineau, Gatineau Durata: 1h:13 - Spettatori: 150 | Stati Uniti       | 3 - 0 | Messico           | 25-22, 25-19, 25-19 |

##### Classifica
| Pos | Squadra           | Pt | G | V | P | SV | SP | Ratio | PF | PS | Ratio |
| --- | ----------------- | -- | - | - | - | -- | -- | ----- | -- | -- | ----- |
| 1   | Stati Uniti       | 6  | 3 | 3 | 0 |    |    |       |    |    |       |
| 2   | Messico           | 5  | 3 | 2 | 1 |    |    |       |    |    |       |
| 3   | Martinica         | 4  | 3 | 1 | 2 |    |    |       |    |    |       |
| 4   | Trinidad e Tobago | 3  | 3 | 0 | 3 |    |    |       |    |    |       |

### Fase finale

#### Finali 1º e 3º posto
|  | Quarti          | Quarti     |             |      | Semifinali         | Semifinali         |  |  | Finale 1º/2º posto | Finale 1º/2º posto |
|  |                 |            |             |      |                    |                    |  |  |                    |                    |
|  |                 |            |             |      |                    |                    |  |  |                    |                    |
|  |                 |            |             |      |                    |                    |  |  |                    |                    |
|  | -               | -          |             |      |                    |                    |  |  |                    |                    |
|  | -               | -          |             |      |                    |                    |  |  |                    |                    |
|  | -               | -          |             |      |                    |                    |  |  |                    |                    |
|  | -               | -          | Stati Uniti | 3    |                    |                    |  |  |                    |                    |
|  |                 |            | Stati Uniti | 3    |                    |                    |  |  |                    |                    |
|  |                 | Porto Rico | 0           |      |                    |                    |  |  |                    |                    |
|  | Porto Rico      | Porto Rico | 0           | 3    |                    |                    |  |  |                    |                    |
|  | Porto Rico      |            |             | 3    |                    |                    |  |  |                    |                    |
|  | Messico         | 2          |             |      |                    |                    |  |  |                    |                    |
|  | Messico         | 2          | Stati Uniti | 3    |                    |                    |  |  |                    |                    |
|  |                 |            | Stati Uniti | 3    |                    |                    |  |  |                    |                    |
|  |                 | Canada     | 0           |      |                    |                    |  |  |                    |                    |
|  | -               | Canada     | 0           | -    |                    |                    |  |  |                    |                    |
|  | -               |            |             | -    |                    |                    |  |  |                    |                    |
|  | -               | -          |             |      |                    |                    |  |  |                    |                    |
|  | -               | -          | Cuba        | 1    | Finale 3º/4º posto | Finale 3º/4º posto |  |  |                    |                    |
|  |                 |            | Cuba        | 1    | Finale 3º/4º posto | Finale 3º/4º posto |  |  |                    |                    |
|  |                 | Canada     | 3           |      |                    |                    |  |  |                    |                    |
|  | Canada          | Canada     | 3           | 3    | Porto Rico         | 3                  |  |  |                    |                    |
|  | Canada          |            |             | 3    | Porto Rico         | 3                  |  |  |                    |                    |
|  | Rep. Dominicana | 0          |             | Cuba | 1                  |                    |  |  |                    |                    |
|  | Rep. Dominicana | 0          |             |      | 1                  |                    |  |  |                    |                    |
|  |                 |            |             |      |                    |                    |  |  |                    |                    |
|  |                 |            |             |      |                    |                    |  |  |                    |                    |

##### Quarti di finale
| 19 agosto 2010 Centre Sportif de Gatineau, Gatineau Durata: 2h:11 - Spettatori: 300 | Porto Rico | 3 - 2 | Messico         | 23-25, 21-25, 26-24, 25-21, 15-7 |
| 19 agosto 2010 Centre Sportif de Gatineau, Gatineau Durata: 1h:12 - Spettatori: 200 | Canada     | 3 - 0 | Rep. Dominicana | 25-19, 25-15, 25-19              |

##### Semifinali
| 20 agosto 2010 Centre Sportif de Gatineau, Gatineau Durata: 1h:14 - Spettatori: 325   | Stati Uniti | 3 - 0 | Porto Rico | 25-15, 25-23, 25-16       |
| 20 agosto 2010 Centre Sportif de Gatineau, Gatineau Durata: 1h:34 - Spettatori: 1 000 | Cuba        | 1 - 3 | Canada     | 25-22, 19-25, 7-25, 15-25 |

##### Finale 5º posto
| 21 agosto 2010 Centre Sportif de Gatineau, Gatineau Durata: 1h:27 - Spettatori: 150 | Messico | 0 - 3 | Rep. Dominicana | 24-26, 22-25, 27-29 |

##### Finale 3º posto
| 21 agosto 2010 Centre Sportif de Gatineau, Gatineau Durata: 1h:46 - Spettatori: 850 | Porto Rico | 3 - 1 | Cuba | 25-16, 22-25, 25-18, 25-22 |

##### Finale
| 21 agosto 2010 Centre Sportif de Gatineau, Gatineau Durata: 1h:14 - Spettatori: 1 200 | Stati Uniti | 3 - 0 | Canada | 25-14, 25-19, 25-16 |

#### Finali 7º e 9º posto
|  | semifinali  | semifinali  | semifinali |           |          | finale 7º posto | finale 7º posto | finale 7º posto |  |
|  |             |             |            |           |          |                 |                 |                 |  |
|  | Guatemala   | Guatemala   | 3          |           |          |                 |                 |                 |  |
|  | Guatemala   | Guatemala   | 3          |           |          |                 |                 |                 |  |
|  | Saint Lucia | Saint Lucia | 0          |           |          |                 |                 |                 |  |
|  | Saint Lucia | Saint Lucia | 0          |           | Honduras | Honduras        | 0               |                 |  |
|  |             |             |            |           | Honduras | Honduras        | 0               |                 |  |
|  |             |             | Guatemala  | Guatemala | 3        |                 |                 |                 |  |
|  | Martinica   | Martinica   | Guatemala  | Guatemala | 3        | 0               |                 |                 |  |
|  | Martinica   | Martinica   |            |           |          | 0               |                 |                 |  |
|  | Honduras    | Honduras    | 3          |           |          | finale 9º posto | finale 9º posto | finale 9º posto |  |
|  | Honduras    | Honduras    | 3          |           |          |                 |                 |                 |  |
|  |             |             |            |           |          |                 |                 |                 |  |
|  |             |             |            |           |          | Martinica       | Martinica       | 3               |  |
|  |             |             |            |           |          | Martinica       | Martinica       | 3               |  |
|  |             |             |            |           |          | Saint Lucia     | Saint Lucia     | 0               |  |

##### Semifinali
| 19 agosto 2010 Centre Sportif de Gatineau, Gatineau Durata: 1h:05 - Spettatori: 75 | Guatemala | 3 - 0 | Saint Lucia | 25-12, 25-9, 25-10  |
| 19 agosto 2010 Centre Sportif de Gatineau, Gatineau Durata: 1h:15 - Spettatori: 75 | Martinica | 0 - 3 | Honduras    | 21-25, 23-25, 21-25 |

##### Finale 9º posto
| 20 agosto 2010 Centre Sportif de Gatineau, Gatineau Durata: 1h:06 - Spettatori: 100 | Martinica | 3 - 0 | Saint Lucia | 25-17, 25-19, 25-17 |

##### Finale 7º posto
| 20 agosto 2010 Centre Sportif de Gatineau, Gatineau Durata: 1h:23 - Spettatori: 75 | Honduras | 0 - 3 | Guatemala | 21-25, 21-25, 25-27 |

##### Finale 10º posto
| 21 agosto 2010 Centre Sportif de Gatineau, Gatineau Durata: 1h:11 - Spettatori: 75 | Trinidad e Tobago | 3 - 0 | Saint Lucia | 25-12, 26-24, 25-22 |

## Classifica finale
| Pos     | Squadra           | Rosa |
| ------- | ----------------- | --- |
| Oro     | Stati Uniti       | Formazione: 2 Christenson, 4 Cook, 5 Crabb, 6 Davis, 7 Dejno, 9 Kevorken, 11 Mochalski, 12 Mottram, 13 West, 15 Sander, 17 Taylor, 18 Torres, CT: Hawkes                     |
| Argento | Canada            | Formazione: 2 Carson, 3 Schriemer, 5 Aubry, 6 Perry, 7 Hoag, 8 Olmstead, 9 Bélisle, 10 Stevens, 11 McCreary, 12 Van Berkel, 14 Schmidt, 15 Sanders, CT: Barthel              |
| Bronzo  | Porto Rico        | Formazione: 2 López, 3 Burgos, 4 Archilla, 7 Pérez, 8 Marrero, 9 Ribas, 11 Romero, 12 C. Rivera, 14 Acosta, 15 Mulero, 17 J. Rivera, CT: Lawrence                            |
| 4       | Cuba              | Formazione: 3 D. Hernández, 5 Quintana, 6 Rojas, 8 Beldarrain, 9 Izquierdo, 10 Betherte, 12 Gómez, 13 Arias, 14 Y. Hernández, 15 Fundora, 17 González, 18 Osoria, CT: García |
| 5       | Rep. Dominicana   | Formazione: 1 Campechano, 2 Eusebio, 3 Burgos, 4 Méndez, 5 Vargas, 6 Castillo, 7 Gil, 11 Ponceano, 12 Coca, 15 Severino, 16 Almonte, 18 Tavárez, CT: Vásquez                 |
| 6       | Messico           | Formazione: 1 Burgos, 2 Barajas, 3 U. Lerma, 4 O. Lerma, 5 Revuelta, 6 Mendoza, 7 Galindo, 8 Cabrera, 9 Sánchez, 10 Mendoza, 15 Perales, 16 Garza, CT: Jiménez               |
| 7       | Guatemala         | Formazione: 1 González, 3 Hernández, 4 J. García, 5 Cabrera, 6 Ralda, 7 L.A. García, 8 Cardona, 9 Barrios, 10 Navarijo, 11 Nery, 13 Colindres, 16 Boteo, CT: Fernández       |
| 8       | Honduras          | Formazione: 2 Padilla, 3 Vásquez, 5 Martínez, 6 Guevara, 7 Barahona, 10 Rivera, 11 Herra, 12 Milla, 14 Chávez, 16 Ulloa, 17 Toro, 18 Carbajal, CT: Funez                     |
| 9       | Martinica         | Formazione: 1 Aglae, 2 Birba, 3 Cellio, 4 Dinal, 5 J. Eniona, 6 Y. Eniona, 7 Erdual, 9 Muller, 10 Vadeleux, 11 Zeline, 12 Zozor, CT: Salomon                                 |
| 10      | Trinidad e Tobago | Formazione: 1 Francois, 2 Thomas, 3 Khan, 4 Legall, 5 Bushe, 6 David, 7 Deonath, 8 James, 9 Banantyne, 10 Lewis, 11 Reneaud, 12 Joseph, CT: Dickson                          |
| 11      | Saint Lucia       | Formazione: 1 J. Edward, 2 V. Edward, 3 Auguste, 4 Caesar, 5 Octave, 6 Felicien, 7 Frederick, 8 St. Clair, 9 Pierre, 10 Bissette, 11 Faulkner, 12 Octave, CT: Germain        |

|  |  |  | Qualificate al campionato mondiale 2011 |

## Premi individuali
| Premio                | Nome              | Squadra           |
| --------------------- | ----------------- | ----------------- |
| MVP                   | Nicholas Hoag     | Canada            |
| Miglior realizzatore  | Jorge López       | Porto Rico        |
| Miglior attaccante    | Taylor Crabb      | Stati Uniti       |
| Miglior muro          | Kelvyn Campechano | Rep. Dominicana   |
| Miglior servizio      | Brandon Legal     | Trinidad e Tobago |
| Miglior palleggiatore | Micah Christenson | Stati Uniti       |
| Miglior ricevitore    | Evan Mottram      | Stati Uniti       |
| Miglior difesa        | José Mulero       | Porto Rico        |
| Miglior libero        | Hugo Cardona      | Guatemala         |